# Betty Croneborg
Barbara "Betty" Croneborg, född von Geymüller 13 maj 1799 i Wien, död 21 februari 1866 i Stockholm, var en svensk målare.
Hon var dotter till friherre Johan Henrik von Geymüller och Barbara Schmidt samt från 1825 gift med hovmarskalken Carl Johan Didrik Ulrik Croneborg. Croneborg målade huvudsakligen blomsterstilleben i olja, fint och noggrant utpenslade och med en viss anknytning till det holländska 1600-tals måleriet. Hon medverkade i Konstakademiens utställningar med blomsterstilleben.